# Poncey-sur-l’Ignon
Poncey-sur-l’Ignon település Franciaországban, Côte-d’Or megyében. Lakosainak száma 82 fő (2022. január 1.). Poncey-sur-l’Ignon Chanceaux, Bligny-le-Sec, Champagny, Source-Seine, Pellerey és Vaux-Saules községekkel határos.

## Népesség
A település népességének változása:
| Lakosok száma | 122  | 107  | 66   | 84   | 69   | 67   | 78   | 83   | 84   | 82   |
|               | 1968 | 1982 | 1990 | 2006 | 2013 | 2015 | 2017 | 2019 | 2020 | 2022 |